# Jill Lepore

Jill Lepore in 2020

Jill Lepore (West Boylston, 27 augustus 1966) is een Amerikaanse historica.

## Biografie
Lepore behaalde een PhD in 1995 aan de Yale-universiteit in American Studies. Sinds 2003 is ze verbonden aan de Harvard-universiteit als docent Amerikaanse geschiedenis.

## Prijzen
- 1999 - Bancroft Prize voor The name of the war
- 1999 - Ralph Waldo Emerson Award van de Phi Beta Kappa Society voor The Name of War
- 2006 - Anisfield-Wolf Book Award voor New York Burning
- 2006 - Pulitzerprijs Geschiedenis voor New York Burning[3]
- 2013 - National Book Award for Nonfiction voor Book of Ages
- 2013 - Finalist voor een Andrew Carnegie Medals for Excellence in Fiction and Nonfiction voor The Mansion of Happiness[4]
- 2014 - Lid American Academy of Arts and Sciences
- 2014 - Mark Lynton History Prize voor Book of Ages: The Life and Opinions of Jane Franklin
- 2015 - New-York Historical Society book prize voor The Secret History of Wonder Woman
- 2019 - Finaliste Pulitzerprijs Critisme
- 2019 -  Cundill Prize Geschiedenis voor These Truths[5]